# Brouillet
Brouillet ist eine französische Gemeinde mit 60 Einwohnern (Stand: 1. Januar 2022) im Département Marne in der Region Grand Est (vor 2016: Champagne-Ardenne). Sie gehört zum Arrondissement Reims und zum Kanton Dormans-Paysages de Champagne.

## Geographie
Brouillet liegt etwa 28 Kilometer westsüdwestlich von Reims. Umgeben wird Brouillet von den Nachbargemeinden Crugny im Norden und Westen, Serzy-et-Prin im Osten und Nordosten, Lagery im Süden sowie Arcis-le-Ponsart im Westen und Südwesten.

## Bevölkerungsentwicklung
| Jahr                       | 1962 | 1968 | 1975 | 1982 | 1990 | 1999 | 2006 | 2018 |
| Einwohner                  | 71   | 63   | 73   | 79   | 80   | 86   | 91   | 75   |
| Quellen: Cassini und INSEE |      |      |      |      |      |      |      |      |

## Sehenswürdigkeiten
- Kirche Notre-Dame